# Robert Stillington
Robert Stillington (* 1420; † Mai 1491) war ein englischer Geistlicher und Bischof von Bath und Wells. Zudem diente er zweimal als Lordkanzler und unterstützte Richard III. bei dessen Thronbesteigung.

## Leben
Robert Stillington war der Sohn von John Stillington, der in Nether Acaster nahe York über Grundbesitz verfügte. Er wurde in Oxford ausgebildet, gemäß mancher Berichte war er Fellow des All Souls College, was jedoch ein Fehler zu sein scheint, der daher rührt, dass er in späteren Jahren im College wohnte. Ihm wurde die Doktorwürde des zivilen und kanonischen Rechts verliehen und er wurde 1442 Direktor von Deep Hall.
Spätestens 1449 war Stillington ein Berater von König Heinrich VI. und verhandelte 1448 als Bevollmächtigter mit Burgund. Wie für Männer seiner Position üblich bezog er ein Einkommen aus verschiedenen Kirchenämtern, ohne diese tatsächlich alle auszuüben: Am 2. August 1445 wurde er Kanon von Wells, 1447 Kanzler der gleichen Kirche und am 20. April 1450 Archidiakon von Taunton. Es folgten weitere Beförderungen, so erhielt er 1450 die Pfründe von Fenton, York, die er 1459 gegen die von Wetwang eintauschte. In Southwell besaß er die Pfründe von Oxton und Cropwell von Juli 1457 bis Mai 1459. 1458 wurde er Dekan von St. Martin’s in London, 1460 Archidiakon von Colchester, 1464 von Berkshire und 1465 von Wells. Nach dem Tod von Thomas Beckington wurde Stillington zum Bischof von Bath und Wells gewählt und am 16. März 1466 in Westminster vom Erzbischof von York, George Neville, geweiht.
Stillington hatte das Vertrauen der Dynastie der York und wurde durch deren Einfluss am 28. Juli 1460 zum Lordsiegelbewahrer ernannt. Am 20. Juni 1467 wurde Stillington zum Lordkanzler ernannt. Während der Rückkehr der Lancaster auf den englischen Thron wurde Stillington des Amtes enthoben, wurde bei der Rückkehr Eduards IV. 1471 jedoch erneut zum Lordkanzler ernannt und erhielt eine Amnestie für alle vergangenen Vergehen. 1473 wurde er jedoch von Eduard IV. des Amtes enthoben. Kurze Zeit nach dem Prozess gegen den Bruder des Königs, George of Clarence, wurde Stillington 1478 festgenommen und eingesperrt. Dies lässt die Schlussfolgerung zu, dass Stillington in die Thronbestrebungen von Clarence verwickelt war. Im Juni des gleichen Jahres wurde ihm vergeben und bereits im darauf folgenden Jahr agierte er wieder als Botschafter des Königs.
Robert Stillington kam eine bedeutende Rolle bei der Thronbesteigung Richards III. zu. Wahrscheinlich war es Stillington, der im Juni 1483 die Petition verfasste, in der Richard, der Herzog von Gloucester, aufgefordert wurde, den Thron zu besteigen. 1484 wurde ein Gesetzentwurf, der so genannte Titulus Regius, verfasst, in dem Richards Anspruch auf den Thron dargelegt wurde und der sich auf eine frühere Petition berief. Aufzeichnungen aus der Zeit kurz nach der Thronbesteigung Heinrichs VII. deuten darauf hin, dass Stillington für diese Vorlage verantwortlich gewesen sein soll.
Gemäß Philippe de Commynes soll es Stillington selbst gewesen sein, der die Begründung für die rechtmäßige Thronbesteigung Richards III. lieferte, indem er diesen von einer geheimen Heirat Eduards IV. mit Eleanor Butler unterrichtete. Durch diese frühere Heirat wäre die Ehe Eduards mit Elizabeth Woodville ungültig und die gemeinsamen Kinder illegitim, was Richard zum nächsten Thronerben machte. Angeblich soll es sogar Stillington gewesen sein, der die heimliche Trauung durchgeführt hatte.
Nach dem Tod Richards III. ließ König Heinrich VII. noch am Tag der Schlacht von Bosworth einen Haftbefehl für Stillington ausstellen. Er wurde in York gefangengehalten, zudem wurde ihm das Dekanat von St. Martin’s entzogen. Am 22. November 1485 erhielt er aufgrund seiner schlechten Gesundheit eine Begnadigung. Nur zwei Jahre später war er an der Rebellion Lambert Simnels beteiligt, sodass er zunächst Zuflucht in der Universität Oxford suchte, letztlich jedoch erneut festgenommen wurde.
Robert Stillington starb im Frühjahr 1491 und wurde in der Kathedrale von Wells beigesetzt.